# Coppa Continentale 2008-2009 (hockey su pista)
La Coppa Continentale 2008-2009 è stata la 28ª edizione (l'undicesima con la denominazione Coppa Continentale) dell'omonima competizione europea di hockey su pista. Alla manifestazione hanno partecipato gli spagnoli del Barcellona, vincitori dell'Eurolega 2007-2008, e i connazionali del Tenerife, vincitori della Coppa CERS 2007-2008. 
A conquistare il trofeo è stato il Barcellona al quindicesimo successo nella sua storia.

## Squadre partecipanti
| Club       | Qualificazione             | Partecipazioni precedenti (il grassetto indica la vittoria) |
| ---------- | -------------------------- | --- |
| Barcellona | Detentore dell'Eurolega    | 1980-1981, 1981-1982, 1982-1983, 1983-1984, 1984-1985, 1985-1986, 1987-1988, 1997-1998, 2000-2001, 2002-2003, 2002-2003, 2004-2005, 2005-2006, 2006-2007, 2007-2008 |
| Tenerife   | Detentore della Coppa CERS | Esordiente |

## Risultati
| Pamplona 3 marzo 2009 | Barcellona | 3 – 1 | Tenerife | Pabellón Universitario de Navarra |